# 寧波人
寧波人，是吳越民系下的一個分支，中國許多著名的人士來自寧波市；上海人中有很大一部分人祖先來自寧波市。
由於寧波市以前是屬於明州府，寧波有時也不正式地被稱為明州。  寧波人也包含舟山地區的人。

## 科學家，數學家和工程師
- 陳中偉
- 陳子元
- 張其昀
- 戴傳曾
- 童第周
- 路甬祥
- 貝時璋
- 翁文灝
- 任美鍔
- 談傢楨
- 湯于翰
- 翁文波
- 毛高文
- 倪維斗
- 林芳華
- 屠呦呦
- 劉元方
- 朱祖祥
- 朱兆祥
- 竺苗龍
- 翁史烈
- 李志堅
- 張孝文

## 哲學家，歷史學家，作家和學者
- 張可久
- 方孝孺
- 王守仁
- 范欽
- 張煌言
- 黃宗羲
- 朱之瑜
- 萬斯同
- 全祖望
- 史久鏞
- 蔣夢麟
- 余秋雨
- 錢德洪
- 徐愛

## 工業家和企業家

### 中國大陸
- 丁磊

### 香港
- 邵逸夫
- 邵仁枚
- 董浩雲
- 陳廷驊
- 包玉剛
- 周亦卿
- 曹光彪
- 李達三
- 王守業

### 臺灣
- 張忠謀
- 應昌期

### 美國
- 朱敏

### 藝術家和音樂家
- 潘天壽
- 陳逸飛
- 虞世南
- 沙孟海

## 政治界

#### 中國大陸
- 虞世基
- 黃興國
- 盧展工
- 韓啓德
- 謝旭人
- 徐绍史
- 劉仲藜
- 董君舒
- 孫忠煥
- 莊曉天

#### 美國
- 吳仙標

#### 臺灣
- 蔣經國
- 毛治國
- 毛高文
- 俞國華